# Тодірешть (Аненій-Нойський район)
Тодірешть (рум. Todirești) — село в Аненій-Нойському районі Молдови. Входить до складу комуни, адміністративним центром якої є село Кетросу.

## Населення
За даними перепису населення 2004 року у селі проживали 1843 особи.
Національний склад населення села:
| Національність       | Кількість осіб | Відсоток   |
| -------------------- | -------------- | ---------- |
| молдавани румуни     | 1725 11        | 93,6% 0,6% |
| росіяни              | 43             | 2,3%       |
| українці             | 36             | 2,0%       |
| цигани               | 6              | 0,3%       |
| болгари              | 5              | 0,3%       |
| гагаузи              | 1              | 0,1%       |
| інша / без відповіді | 16             | 0,9%       |
| Всього               | 1843           | 100%       |